# Poroy (district)
Poroy is een van de acht districten van de provincie Cuzco in Peru. Het district heeft in totaal 8000 inwoners (2017).

## Bestuurlijke indeling
De provincie Cuzco waarin Poroy ligt is onderdeel van de gelijknamige regio van Peru.
Districten: Ccorca · Cusco · Poroy · San Jerónimo · San Sebastian · Santiago · Saylla · Wanchaq